# Шиліндія
Шиліндія (рум. Șilindia) — село у повіті Арад в Румунії. Адміністративний центр комуни Шиліндія.
Село розташоване на відстані 388 км на північний захід від Бухареста, 49 км на північний схід від Арада, 137 км на захід від Клуж-Напоки, 83 км на північний схід від Тімішоари.

## Населення
За даними перепису населення 2002 року у селі проживала 471 особа.
Національний склад населення села:
| Національність | Кількість осіб | Відсоток |
| -------------- | -------------- | -------- |
| румуни         | 416            | 88,3%    |
| угорці         | 39             | 8,3%     |
| українці       | 11             | 2,3%     |

Рідною мовою назвали:
| Мова       | Кількість осіб | Відсоток |
| ---------- | -------------- | -------- |
| румунська  | 414            | 87,9%    |
| угорська   | 40             | 8,5%     |
| українська | 13             | 2,8%     |